# Lepidochrysops
Lepidochrysops là một chi bướm ngày in the Lycaenidae.

## Các loài
- Lepidochrysops aethiopia (Bethune-Baker, [1923])
- Lepidochrysops abri Libert & Collins, 2001
- Lepidochrysops albilinea Tite, 1959
- Lepidochrysops anerius (Hulstaert, 1924)
- Lepidochrysops ansorgei Tite, 1959
- Lepidochrysops arabicus Gabriel, 1954
- Lepidochrysops asteris (Godart, [1824])
- Lepidochrysops auratus Quickelberge, 1979
- Lepidochrysops australis Tite, 1964
- Lepidochrysops azureus (Butler, 1879)
- Lepidochrysops bacchus Riley, 1938
- Lepidochrysops badhami van Son, 1956
- Lepidochrysops balli Dickson, 1985
- Lepidochrysops barnesi Pennington, 1953
- Lepidochrysops braueri Dickson, 1966
- Lepidochrysops budama Someren, 1957
- Lepidochrysops butha (Strand, 1911)
- Lepidochrysops caerulea Tite, 1961
- Lepidochrysops carsoni (Butler, 1901)
- Lepidochrysops chala Kielland, 1980
- Lepidochrysops chalceus Quickelberge, 1979
- Lepidochrysops chittyi Henning & Henning, 1994
- Lepidochrysops chloauges (Bethune-Baker, 1923)
- Lepidochrysops cinerea (Bethune-Baker, [1923])
- Lepidochrysops coxii Pinhey, 1945
- Lepidochrysops cupreus (Neave, 1910)
- Lepidochrysops delicata (Bethune-Baker, [1923])
- Lepidochrysops desmondi Stempffer, 1951
- Lepidochrysops dollmani (Bethune-Baker, [1923])
- Lepidochrysops dolorosa (Trimen, 1887)
- Lepidochrysops dukei Cottrell, 1965
- Lepidochrysops dunni Larsen & Collins, 2003
- Lepidochrysops elgonae Stempffer, 1950
- Lepidochrysops erici Gardiner, 2003
- Lepidochrysops evae Gardiner, 2003
- Lepidochrysops flavisquamosa Tite, 1959
- Lepidochrysops forsskali Larsen, 1982
- Lepidochrysops fulvescens Tite, 1961
- Lepidochrysops fumosa (Butler, 1886)
- Lepidochrysops gigantea (Trimen, 1898)
- Lepidochrysops glauca (Trimen, 1887)
- Lepidochrysops grahami (Trimen, 1893)
- Lepidochrysops grandis Talbot, 1937
- Lepidochrysops guichardi Gabriel, 1949
- Lepidochrysops gydoae Dickson & Wykeham, 1994
- Lepidochrysops handmani Quickelberge, 1980
- Lepidochrysops haveni Larsen, 1983
- Lepidochrysops hawkeri (Talbot, 1929)
- Lepidochrysops heathi Gardiner, 1998
- Lepidochrysops hypopolia (Trimen, 1887)
- Lepidochrysops ignota (Trimen, 1887)
- Lepidochrysops intermedia (Bethune-Baker, [1923])
- Lepidochrysops inyangae Pinhey, 1945
- Lepidochrysops irvingi (Swanepoel, 1948)
- Lepidochrysops jacksoni van Someren, 1957
- Lepidochrysops jamesi Swanepoel, 1971
- Lepidochrysops jansei van Someren, 1957
- Lepidochrysops jefferyi (Swierstra, 1909)
- Lepidochrysops kennethi Kielland, 1986
- Lepidochrysops ketsi Cottrell, 1965
- Lepidochrysops kilimanjarensis (Strand, 1909)
- Lepidochrysops kitale (Stempffer, 1936)
- Lepidochrysops koaena (Strand, 1911)
- Lepidochrysops kocak Seven, 1997
- Lepidochrysops labeensis Larsen & Warren-Gash, 2000
- Lepidochrysops labwor van Someren, 1957
- Lepidochrysops lerothodi (Trimen, 1904)
- Lepidochrysops letsea (Trimen, 1870)
- Lepidochrysops leucon (Mabille, 1879)
- Lepidochrysops littoralis Swanepoel & Vári, 1983
- Lepidochrysops loewensteini (Swanepoel, 1951)
- Lepidochrysops longifalces Tite, 1961
- Lepidochrysops lotana Swanepoel, 1962
- Lepidochrysops loveni (Aurivillius, 1922)
- Lepidochrysops lukenia van Someren, 1957
- Lepidochrysops lunulifer (Ungemach, 1932)
- Lepidochrysops mashuna (Trimen, 1894)
- Lepidochrysops mcgregori Pennington, 1970
- Lepidochrysops methymna (Trimen, 1862)
- Lepidochrysops michaeli Gardiner, 2003
- Lepidochrysops michellae Henning & Henning, 1983
- Lepidochrysops miniata Gardiner, 2004
- Lepidochrysops mpanda Tite, 1961
- Lepidochrysops nacrescens Tite, 1961
- Lepidochrysops neavei (Bethune-Baker, [1923])
- Lepidochrysops negus (C. & R. Felder, [1865])
- Lepidochrysops neonegus (Bethune-Baker, [1923])
- Lepidochrysops nigeriae Stempffer, 1957
- Lepidochrysops nigritia Tite, 1959
- Lepidochrysops nyika Tite, 1961
- Lepidochrysops oosthuizeni Swanepoel & Vári, 1983
- Lepidochrysops oreas Tite, 1964
- Lepidochrysops ortygia (Trimen, 1887)
- Lepidochrysops outeniqua Swanepoel & Vári, 1983
- Lepidochrysops pampolis (Druce, 1905)
- Lepidochrysops parsimon (Fabricius, 1775)
- Lepidochrysops patricia (Trimen, 1887)
- Lepidochrysops peculiaris (Rogenhofer, 1891)
- Lepidochrysops penningtoni Dickson, 1969
- Lepidochrysops pephredo (Trimen, 1889)
- Lepidochrysops phoebe Libert, 2001
- Lepidochrysops pittawayi Larsen, 1983
- Lepidochrysops plebeja (Butler, 1898)
- Lepidochrysops polydialecta (Bethune-Baker, [1923])
- Lepidochrysops poseidon Pringle, 1987
- Lepidochrysops praeterita Swanepoel, 1962
- Lepidochrysops pringlei Dickson, 1982
- Lepidochrysops procera (Trimen, 1893)
- Lepidochrysops pterou (Bethune-Baker, [1923])
- Lepidochrysops puncticilia (Trimen, 1883)
- Lepidochrysops quassi (Karsch, 1895)
- Lepidochrysops quickelbergei Swanepoel, 1969
- Lepidochrysops reichenowi (Dewitz, 1879)
- Lepidochrysops rhodesensae (Bethune-Baker, [1923])
- Lepidochrysops ringa Tite, 1959
- Lepidochrysops robertsoni Cottrell, 1965
- Lepidochrysops rossouwi Henning & Henning, 1994
- Lepidochrysops ruthica Pennington, 1953
- Lepidochrysops skotios (Druce, 1905)
- Lepidochrysops solwezii (Bethune-Baker, 1923)
- Lepidochrysops southeyae Pennington, 1967
- Lepidochrysops stormsi (Robbe, 1892)
- Lepidochrysops subvariegata Talbot, 1935
- Lepidochrysops swanepoeli Pennington, 1948
- Lepidochrysops swartbergensis Swanepoel, 1969
- Lepidochrysops synchrematiza (Bethune-Baker, [1923])
- Lepidochrysops tantalus (Trimen, 1887)
- Lepidochrysops titei Dickson, 1976
- Lepidochrysops trimeni (Bethune-Baker, 1923)
- Lepidochrysops turlini Stempffer, 1971
- Lepidochrysops vansoni (Swanepoel, 1949)
- Lepidochrysops variabilis Cottrell, 1965
- Lepidochrysops vera Tite, 1961
- Lepidochrysops victori Pringle, 1984
- Lepidochrysops victoriae (Karsch, 1895)
- Lepidochrysops violetta (Pinhey, 1945)
- Lepidochrysops wykehami Tite, 1964
- Lepidochrysops yvonnae Gardiner, 2004

## Hình ảnh

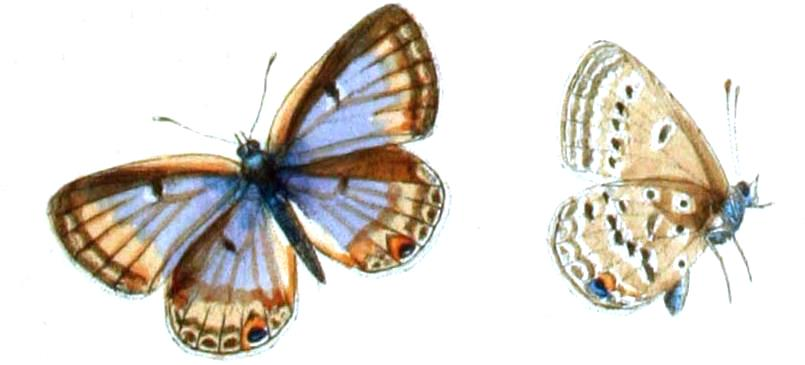